# Halichoeres bathyphilus
Halichoeres bathyphilus (Beebe & Tee-Van, 1932) è un pesce di acqua salata appartenente alla famiglia Labridae.

## Distribuzione e habitat
Proviene dalle barriere coralline dell'ovest dell'oceano Atlantico, in particolare da Venezuela, Yucatán, Margarita, Bermuda, Carolina del Nord, Brasile e golfo del Messico. È una specie che nuota in zone profonde, fino a 190 m di profondità, e predilige fondali rocciosi.

## Descrizione
Presenta un corpo appena compresso ai lati, allungato e con la testa dal profilo appuntito. Somiglia a Halichoeres sazimai, comune soprattutto in Brasile, e come in quest'ultimo gli esemplari maschili presentano una fascia scura orizzontale al centro del corpo. La lunghezza massima registrata è di 23 cm.

## Biologia
Sconosciuta, probabilmente simile a quella delle altre specie appartenenti al genere Halichoeres.

## Conservazione
Questa specie viene classificata come "a rischio minimo" (LC) dalla lista rossa IUCN perché non sembra essere minacciata da particolari pericoli ed è diffusa in diverse aree marine protette. Talvolta viene catturata per essere allevata in acquario.